# Ház a tónál
A Ház a tónál (eredeti cím: The Lake House) a dél-koreai Il Mare című film 2006-ban készült amerikai remake-je. Főszereplői Keanu Reeves és Sandra Bullock, akik legutoljára a Féktelenül című akciófilmben játszottak együtt. A mozi forgatókönyvét David Auburn írta, a rendező Alejandro Agresti.
A filmet 2006. június 14-én mutatták be a Fülöp-szigeteken, az Egyesült Államokban két nappal később került a mozikba, Magyarországon augusztus 10-én debütált.

## Rövid történet
Egy magányos orvos egy tóparti házban lakik, és szerelmes leveleket kezd kapni a ház egykori lakójától, aki nem ugyanabban az időben él. Meg kell fejteniük a rendkívüli románcuk mögött álló rejtélyt, mielőtt elveszítenék egymást.

## Cselekmény
|  | Alább a cselekmény részletei következnek! |

Dr. Kate Forster elköltözik tóparti házából kutyájával, és egy forgalmas chicagói kórházban vállal munkát. 2006 egy téli reggelén járunk. Kate a városba indulva üzenetet hagy a postaládában a ház következő bérlőjének, melyben arra kéri őt, hogy az oda érkező leveleit továbbítsa neki, és felhívja a figyelmet egy titokzatos padláson heverő dobozra. Tudatja vele azt is, hogy azok a megmagyarázhatatlan eredetű festett tappancsnyomok a bejáratnál már akkor is ott voltak, amikor ő odaköltözött. De mikor a következő bérlő, egy közeli épületfejlesztésen dolgozó építész megérkezik, őt egy teljesen más kép fogadja. A tavi ház elhanyagoltan tárul elé tappancsnyomok nélkül.
Alex számára a háznak különösen nagy értéke van, hiszen annak idején még apja tervezte és építette. Alex pár nappal később az esőverte rakodóállványt festegetve egy kóborló kutyát lát, ahogy végigfut a friss festéken, majd a bejárati ajtó felé iramodva pont ott hagy tappancsnyomokat, ahol Kate üzenetében leírva állt.
Alex meglepődve előveszi Kate titokzatos levelét és válaszol rá, amiben megírja, hogy a háznak őelőtte nem volt bérlője. Kate, aki csak néhány hete hagyta el a házat, úgy gondolja, hogy Alex valamilyen tréfát űz vele. Hamarosan kiderül, hogy Alex 2004. április 14-én kezd el levelezni vele, amíg Kate-nél 2006. április 14. van.
Kate és Alex folytatja a levelezést a tavi ház postaládáján keresztül és rájönnek, hogy kétévnyi távolságban élnek egymástól. A következő hetekben egyre nyíltabbak lesznek egymás felé – megosztják titkaikat, kétségeiket, álmaikat, és végül beleszeretnek egymásba. Kate egy délelőtt nevelőanyjával kávézik a kórház előtt. Beszélgetnek, Kate közben levelet ír Alexnak. Hirtelen egy busz elgázol egy férfit, Kate odarohan, de nem tudja megmenteni az ismeretlen férfi életét, aki a karjai között hal meg. Kate nehezen dolgozza fel ezt a balesetet, mentora és új barátnője segít neki. Alex és Kate már szinte egész nap leveleket körmölnek egymásnak. Kate megkéri Alexet, hogy adjon neki vissza egy tárgyát, ami rettentő fontos a számára. Pontosan két évvel ezelőtt a pályaudvaron felejtette. Alex kimegy az említett napon, megtalálja a lány kedvenc, agyonolvasott könyvét. A felszálló Kate után szalad, és integet neki. Alex megírja következő levelében, hogy látta őt. Később Kate születésnapi partiján is találkoznak, ahol a két magányos ember beszélgetésbe elegyedik, és tánc közben csókolózni kezdenek. Kate barátja azonban megszakítja együttlétüket. Alex természetesen már tudja, hogy ki a lány, Kate-nek azonban, mivel még a múltjában történtek ezek az események, sejtelme sincs a férfi kilétéről. Alex azért nem mondja el neki, hogy ki ő, mert tudja, hogy Kate bolondnak nézné.
Egy nap Kate kitalálja, hogy találkozzanak az Il Mare étteremben. Ebbe az étterembe nagyon nehéz asztalt foglalni. A találkozáshoz Kate-nek egy napot kell várnia, Alexnak viszont két évet. Alex bemegy, és két évvel későbbre kéri az időpontot a saját nevére. Megérkezik Kate, órákat vár a férfira, aki nem jön el. Másnap megírja neki, hogy nem jött el, Alex nem érti a dolgot. Kate közli vele, hogy nem akarja ezt a kapcsolatot tovább fenntartani, és megkéri a férfit, hogy ne írjon neki többet. Alex még hosszú hetekig pakolja tele leveleivel a postaládát, amikre Kate nem reagál. Alex ezeket a leveleket felhelyezi egy dobozban a padlásra (erre utal Kate legelső levele). Eltelik két év.
Kate és barátja házat készülnek építtetni; egy új és olcsó tervezőirodát keresnek meg Valentin-napon. Kate a falon meglátja a tóparti ház rajzát, és szembesül azzal, hogy ez Alex testvérének irodája, akitől megtudja, hogy Alex pont aznap két éve meghalt. Elgázolta egy autó. Kate rájön, hogy Alex volt az a férfi, akit nem tudott megmenteni. Kihajt a házhoz, és a postaládába egy levelet helyez el, amiben arra kéri a férfit, hogy várjon rá két évet, és ne menjen ki a kórházhoz, itt találkozzanak a ház előtt. Kétségbeesve nézi a postaláda ajtaját, ami jelezné, hogy Alex megkapja-e időben a levelet. Alex közben megérkezik a kórházhoz, meglátja Kate-et, amint épp az anyjával kávézik. Nem lép le az útra, a busz elhajt előtte. Két év múlva elmegy a házhoz, mivel időben megkapta a levelet.
|  | Itt a vége a cselekmény részletezésének! |

## Szereplők
| Szerep                                   | Színész                 | Szinkronhang         |
| ---------------------------------------- | ----------------------- | -------------------- |
| Alex Wyler                               | Keanu Reeves            | László Zsolt         |
| Kate Forster                             | Sandra Bullock          | Györgyi Anna         |
| Anna Klyczynski                          | Shohreh Aghdashloo      | Rátonyi Hajni        |
| Simon Wyler                              | Christopher Plummer     | Bitskey Tibor        |
| Henry Wyler                              | Ebon Moss-Bachrach      | Dévai Balázs         |
| Kate anyja                               | Willeke van Ammelrooy   | Menszátor Magdolna   |
| Morgan                                   | Dylan Walsh             | Szabó Sipos Barnabás |
| Mona                                     | Lynn Collins            | Gallusz Nikolett     |
| Mulhern                                  | Mike Bacarella          |                      |
| Vanessa                                  | Cynthia Kaye McWilliams | Kiss Anikó           |
| Alicia Huberman (Forgószél című filmben) | Ingrid Bergman          | Incze Ildikó         |
| T.R. Devlin (Forgószél című filmben)     | Cary Grant              | Kapácsy Miklós       |

## Kritikák
A film kritikai fogadtatása nem volt hízelgő. A Rotten Tomatoes oldalon három kritikából kettő negatív hangvételű volt, és többen rámutattak a történet logikai buktatóira, különösen a végén található időparadoxonra. Az USA Today kritikusa, Claudia Puig ezt írja: „A Ház a tónál az utóbbi évek egyik legzavarosabb filmje. Az előfeltevésnek semmi értelme, akárhogy forgatja az ember a fejében.” Roger Ebert, bár rámutatott a film logikai baklövéseire, ezt írta: „Nem számít, mondom önöknek, nem számít!” Ebert pozitívan értékelte a filmet, 3½ csillagot adva a lehetséges 4-ből, megjegyezve: „Ami a filmben megfogott, az az alapvető romantikus impulzusa.”

## Érdekességek
- John Cusack volt az első választás Alex Wyler szerepére, de ő nem vállalta el.
- Il Mare az étterem neve, ahová megbeszélik az első találkozás helyszínét. Il Mare az eredeti koreai film címe is.
- 2004-ben Alex és Kate Paul McCartney This Never Happened Before című számára táncol. Az album azonban csak 2005-ben jelent meg.
- Jane Austen Meggyőző érvek c. regénye tematikusan kapcsolódik a filmhez
- A fekete-fehér mozifilm, ami kétszer is megjelenik a film során, Alfred Hitchcock Forgószél című alkotása. A rendező meg is jelenik a filmben (ami Hitchcock szokása volt), az aluljáróban száját frissítő férfiként.
- Mindkét főhős említi a tóparti ház „padlását”, és fel is mennek oda, de a filmben mutatott üvegháznak valójában nincsen padlása. A szóban forgó térrész valójában az eresz alatt található a ház egyik végében.
- A film során a két főszereplő jól láthatóan „2004”-et és „2002”-t mond, amit Reeves és Bullock utószinkronizált „2006”-ra és „2004”-re.